# 邮票

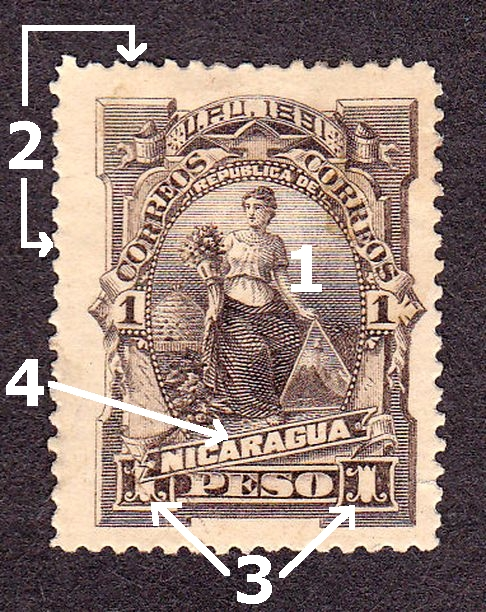
图为尼加拉瓜于1891年发行的邮票，面额1比索。一張郵票主要由四部分組成：
1. 圖樣　2. 齒孔
3. 面額　4. 國名

邮票是郵政機關發行，供寄遞郵件貼用的郵資憑證。发送者为邮政服务付费的一种形式。发送者会将邮票贴在信件上，再由邮局盖章（通常是郵戳）销值，以用于在郵件被寄出前，證明寄郵人已支付全部或部分傳遞費用。為方便使用，郵票四周一般會打上齒孔，背面則加上一層背膠。世界上的第一枚郵票是英国的黑便士。郵票發行由國家管理，通常是國家主權的象徵，甚至是某些国家重要的财源，如列支敦士登。郵票是收藏品，集郵已經成為世界重要風潮之一。

## 历史

### 邮票出现之前
在1840年邮票诞生以前，出现过有很多种邮件付费形式。巴黎邮局的佃户让—雅各·雷奥尔德·德·维利埃在1653年发明了一种名为「付款票」（或應付票據，法语：Billet de port payé），这是与邮票类似的纸样收费条，价值一苏。这种付款条背面并无粘性，需要用夹子或绳带固定在信件上。目前这种付款票已經很难见到，而且流传至现世的情况不详。
在英国也有类似邮票前身制品。自1680年起伦敦芬尼邮局的商人威廉·杜克瓦和罗伯特·穆里发展出新的邮价统一系统，他们为发信者的邮件盖上邮戳的做法非常受欢迎，致使当时约克公爵在邮政领域的垄断地位岌岌可危。不过公爵向芬尼邮局施压，迫使后者在两年后放弃该项业务，而且被并入邮政总局。而芬尼邮局一些流传下来的三角形邮票现在依然可在博物馆见到。另外最少有四枚为私人所收藏。
19世纪初一些城市出现了所谓的「城市信封」，也可看作为贴在信封上印刷邮票的前身。1818年萨丁岛出现一盖有邮戳的信纸，1821年前后由不列颠报纸发出的回复卡也已经有邮戳印记。世界上第一张印有邮票的明信片是在1838年从悉尼发出的邮简。

### 第一枚邮票的诞生

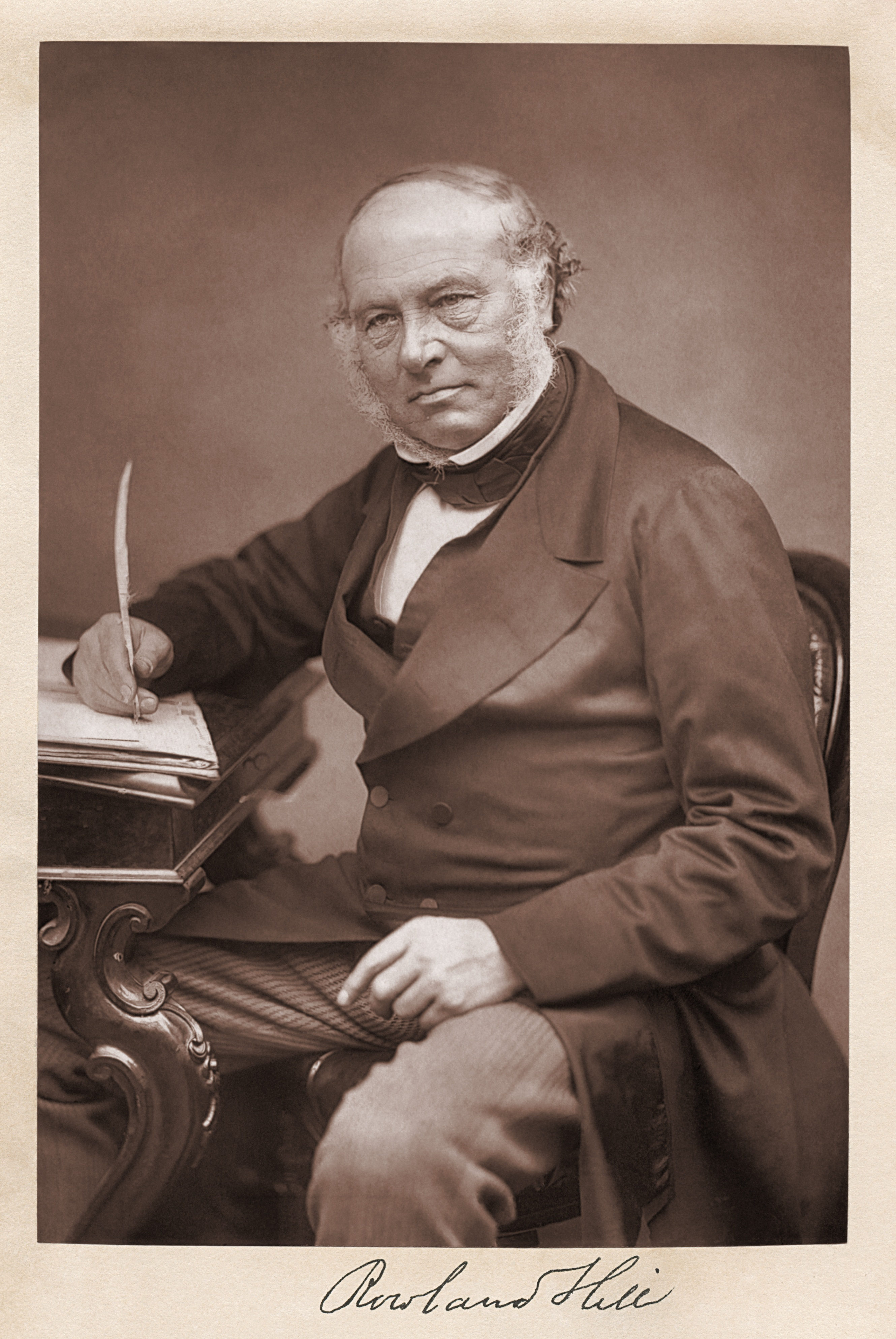
羅蘭·希爾

邮票的诞生，是由于邮资的征收对象的改变：不再是收信人，而是发件人付费。这是一种「预付模式」（先付费后使用）。而且邮资的费用可以因此而降低，收费也变得简单起来，通信因此走入寻常百姓家。

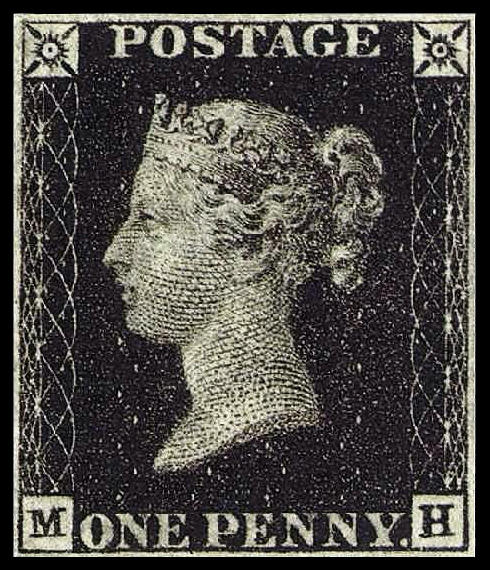
世界第一枚邮票——黑便士

早在1836年来自卢布尔雅那的奥地利人劳伦斯·科师尔向奥地利政府提出建议，引入邮票简化邮政服务。蘇格蘭书商詹姆斯·查门斯在1838年递交了类似的建议。建议可能为罗兰·希尔所采纳，而后者在1835年受不列颠政府委托去对邮政进行改革。希尔因此成为邮票使用的倡导人。
在19世纪早期，邮资是按邮件送递路程远近和信件纸张数量分别逐件计算的，即「递进邮资制」，费用由收件人支付。按照规定，邮程在15英里之内收费4便士；20英里内收费5便士；300英里内收13便士……除此之外，按照邮递条件还会另加邮资。邮资非常昂贵。据记载，一封从伦敦到爱尔兰的信件就要花费一个铁路工人一个月工资的两成。如此高昂的邮资不仅平民望而却步，连国会议员也难以承受，为此国会竟决定议员可享有免费邮件。结果一些议员将这些免费邮件大肆赠送给亲朋好友，免费邮件竟占邮件总数的75%，邮政部门因此亏空严重。而民间也想尽办法逃避邮资，诸如请人代送或拒绝收件等方法层出不穷。
希尔于1837年2月22日出版了一本名為《郵政改革—其重要性與現實性》的书籍，主张取消邮件免费特权，在英国本土邮件重量只要低于0.6盎司一律只收1便士的改革方案，并且由寄件人预付邮资，还提出用一种印刷精美的邮政用品来预付邮资，引起廣泛迴響。1839年7月22日，希尔的邮政改革主张终于在下议會通过。8月17日，该方案获得了维多利亚女王的批准，决定自1840年1月10日正式实行。1840年3月，第一批邮票240个邮票模版制作完成，4月15日开机印刷，并于同年5月1日正式发行，并且在5月6日生效（但在5月2日已經有人在使用了）。 因为其面值1便士且用黑色油墨印刷，所以收藏家称之为「黑便士」，是為世界上第一枚邮票。該邮票图幅为19 毫米 × 23 毫米，无铭记，无齿孔，有背胶，有小皇冠水印。
最初的两枚邮票设计也是出于罗兰·希尔之手。罗兰和公务员亨利·科尔（Henry Cole）组织了一场邮票设计大赛，总计收到数千份设计，最后都为他弃之不用。邮票上的画像来自于一枚他特别喜欢的1837年纪念币。面值1便士的邮票是黑底的，2便士面值的则是蓝底。亨利·科巴为之制作雕版，而印刷工作则由珀金斯，培根·珀斯印刷厂承担。而黑便士邮票也有其不足之处，邮票上的黑色邮戳不易看清，且容易洗掉，因此有人钻漏洞将其反复使用。为此，之后的1便士邮票改用红色印刷，1841年2月10日，红便士宣告诞生。

### 推广
两枚邮票诞生后不久，其他国家也开始跟着使用起邮票来。1841年和1842年在美國出现了一些邮票。1843年巴西也拥有了自己的第一套邮票，共3枚，面值分别为30、60和90雷依斯，被称为牛眼邮票，是世界珍邮之一。1843年3月1日，瑞士苏黎世州发行地方邮票，分别以阿拉伯数字4和6为主图案，这是世界第一套双色邮票。1849年，法国发行了第一套邮票，以穀物女神色雷斯为图案。德国的第一枚邮票则是黑一，在1849年11月1日由巴伐利亚王国发行。1850年德国城邦漢諾威、普魯士、萨克森、石勒苏益格-荷尔斯泰因还有巴登紧随其后。奥地利则在1850年6月1日开始发行邮票，它们在列支敦斯登境内同样有效。中國的第一張郵票是大清郵政在1878年1月發行的大龍郵票。大龍郵票有三個版式，即薄紙大龍、闊邊大龍和厚紙大龍。
很快就有新的邮票种类诞生，例如在奥地利1851年出现的报纸邮票。而1871年秘鲁值第一条铁路开通之际发行了世界上第一枚纪念邮票。但并非所有历史学家都赞成此观点。邮票开始具有广告效果。

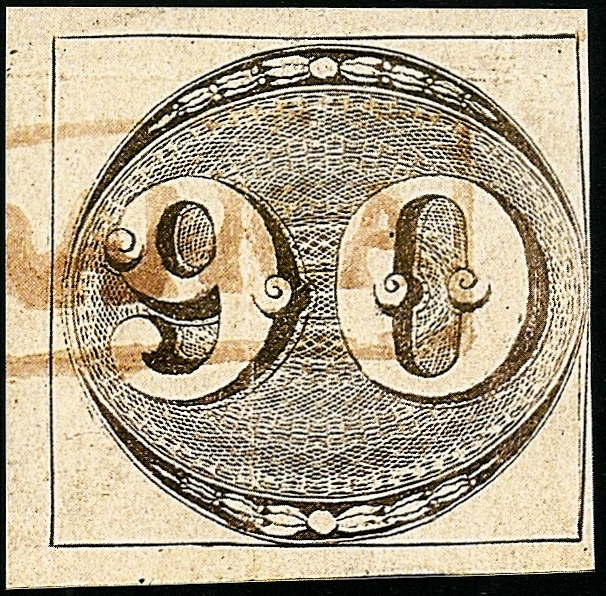
90雷依斯牛眼邮票
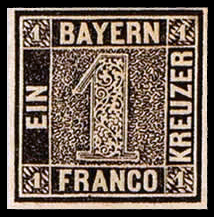
黑一
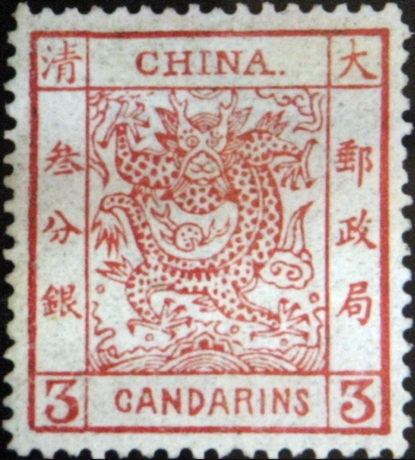
大龍郵票「叁分銀」
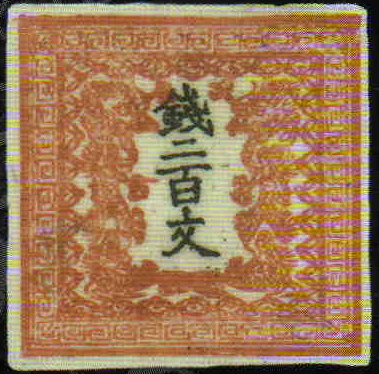
日本第一枚邮票
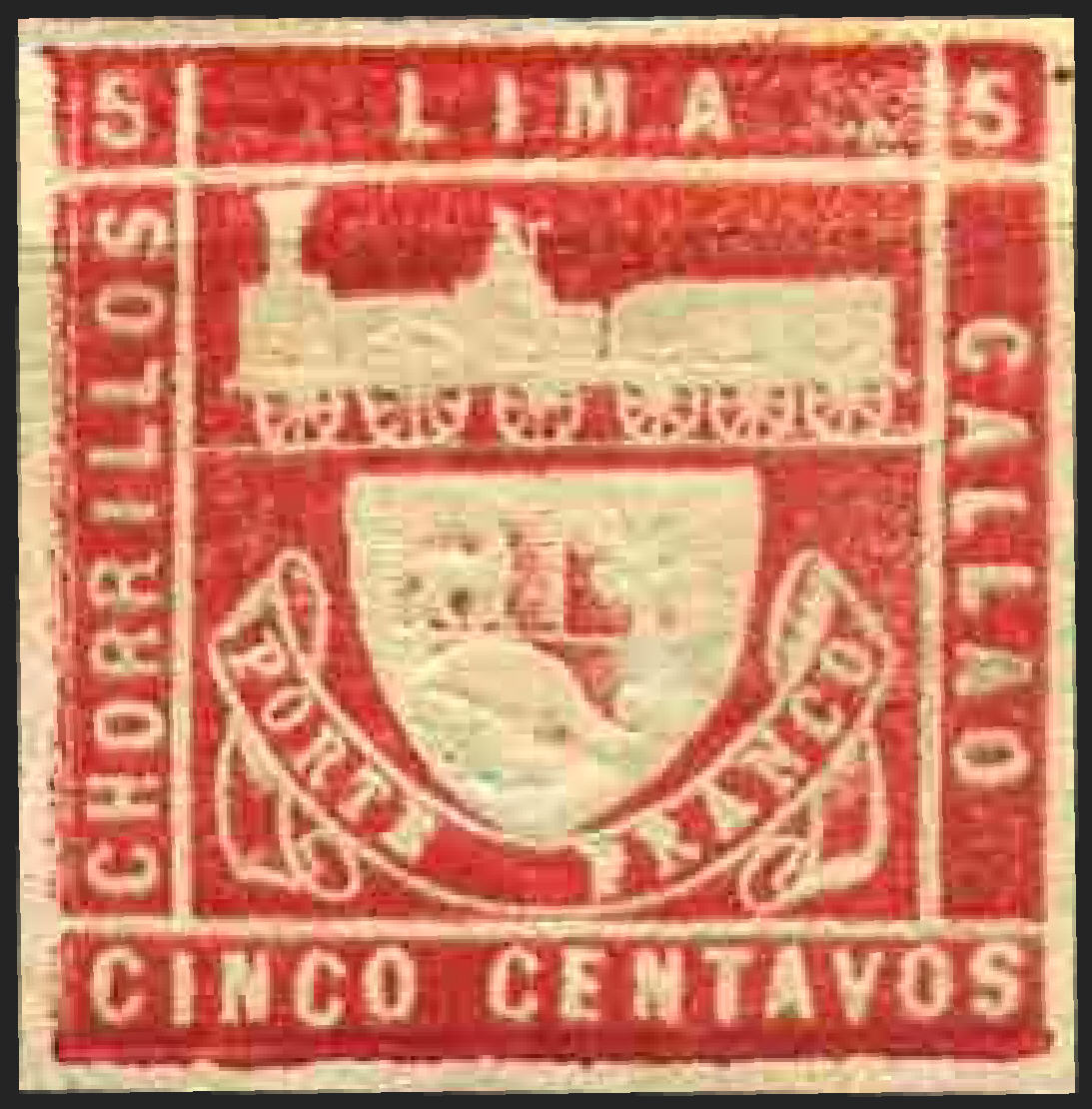
秘鲁世界第一枚纪念邮票

### 法律作用
邮票的正式名称为“邮值标签”。这个词来自于君主阶层，却很好的说明了邮票的法律历史来由。贴上邮票意味着为运送邮件缴纳了事先规定好的邮资。邮政是属于国家管理的，或者是由国家制定的寡头经营（有时候有其他的名字，如藤和塔西斯家族），所以公民的邮政行为属于国家法管理范畴。德国联邦邮局在私有化以前的邮政条例是等同于法律条例的，它管理着邮政服务与邮政使用者之间的关系。这种关系有时可以免去私法对邮政服务所规定的税款。

### 邮票应用高潮
在19至20世纪之交，一战前夕，邮票应用达到高峰。由于铁路的迅速发展，邮件成为了最重要的通讯手段。邮票印刷数量达到历史新高。奥地利最主要的5和10赫勒面值邮票在1908年印数达30亿。而且这些邮票只能在奥匈帝国境内奥地利部分，即切斯莱坦尼亚使用。匈牙利自1867年奥匈协议后独立发行自己的邮票。
随着邮票的发展，出现了所谓的“邮票语言”。邮票在信封上的位置，放法有着某些隐含的含义，例如“永远忠于你”。但是之后这门语言又日渐式微。

### 成为宣传工具

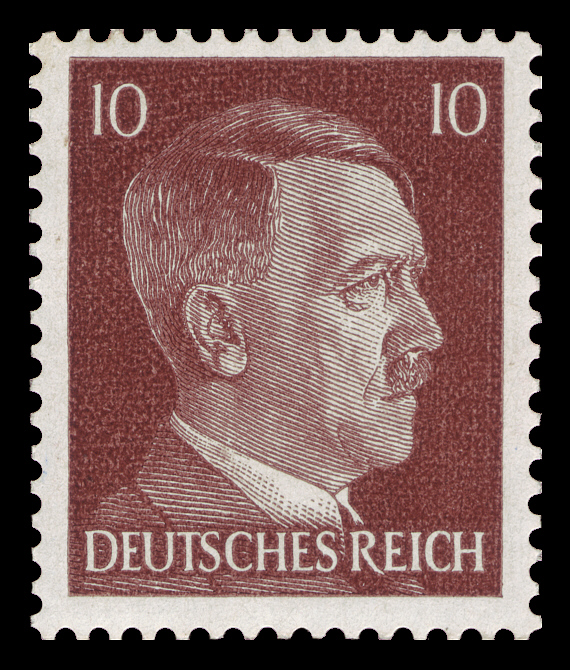
纳粹德国于1942年发行的希特勒邮票，面值10芬尼。

一次大战期间邮票发展成宣传工具。在作战双方国内各自出现其伪邮票，主要是起到丑化对手的作用。而所谓的“间谍伪诈”，就是一方仿制对方邮票，通过中间人以敌方邮递途径传播宣传材料。也因此被人命名为战争邮政伪诈。所以若在战时以私人名义大量购买邮票是很容易引起对方注意的。宣传伪诈则是模仿对方邮票，但是有所更改，以达到丑化之目的。这些手法在二战最甚。英美兩國曾以此来扰乱纳粹德国的邮政系统及暗中对德国国民进行心理战，是为“玉米片行动”。其主要偽造希特勒紀念郵票（如图），国名“德意志帝国”（Deutsches Reich）被改成“无意志帝国”（Futsches Reich），頭像也被改成有着一副骷髅面孔，或者以希姆萊替代来暗示其争位企图。作为反击，德國也伪造了一些英國紀念郵票，例如有一套把喬治五世的頭像改為斯大林的頭像，并將錘子鐮刀圖案与六芒星畫入其中，并注上“THIS WAR IS A JEWSH WAR”（意为“这场战争是一场犹太人的战争”，但JEWISH被误印为JEWSH）。冷战期间也可见。
郵票同樣也可以作為間諜工具。奧匈帝國曾經以郵票圖案作為情報，以此來達到觀察南斯拉夫各部隊駐地的目的。二戰中，一名德國女間諜通過信封上郵票的郵戳得以了解一支法國炮兵部隊的地址與行蹤，最后這支炮兵部隊被幾乎全殲。
不但是敌对双方会将邮票作为宣传工具，就是部分国家，如纳粹德国通过大量印制邮票制造对希特勒的个人崇拜。类似的还有北韓的金日成和金正日，苏联的列宁和斯大林，罗马尼亚的尼古拉·齐奥塞斯库、英国的伊丽莎白一世，美国的开国之父乔治·华盛顿、中國的孫中山和毛澤東、東德的马克思等。苏联曾为其卓越的航天技术发行相关邮票，向加盟国显示自身的科技实力。

### 今日的邮票
随着当代邮资机的应用与电子邮件的迅速普及，邮票的使用量在不断减少。即使如此，邮票的每年世界使用量还是数以十亿计的。
收藏者是邮票的一大主顾，为了迎合这些用户，邮政当局发行了很多纪念邮票，例如正值世界杯之际发行的世界杯纪念邮票，还有一些仿古制品。一些小国家的邮票已经不再是为了邮政用途，而是向收藏者售卖，作为自身财政一大来源，如梵蒂冈、列支敦士登、圣马力诺、朝鲜，还有一些非常贫困的第三世界国家。

### 新式邮票
自2002年起，德国的用户可以通过软件STAMPIT在互联网上下载列印邮票。自从邮政改革之后，邮政事业的垄断开始瓦解，一些私营企业也可以出版自己的邮票。例如柏林的PIN AG2004年就东德喜剧系列的Abrafaxe发行了邮票。
2003年荷兰和芬兰邮政（后者显示面向企业用户）引入一些可以由用户自己设计的邮票。他们可以将相片，图片或者是標識导入到模板中付印。奥地利在2003年也提供该服务，最低印数为200，但2005年后则降至100。而美国则只需20张即可。瑞士在9月6日发行了四张印有手机照片的邮票，所有瑞士公民都可提供这些手机照片。
奥地利在1988年引入了全息照片邮票。但该技术花费甚高，所以并未成为主流，这是为了特定场合而制。这种邮票现只有120张左右，而且自成了一种收集方向。

## 特点

### 铭记
铭记用来表示邮票的发行国家与机构。1874年，邮政联盟规定各国邮票都必须印上国名；1889年修订的《万国邮政公约》又明确规定应当用拉丁文来标记国名。目前世界各国的邮票铭记主要是采用文字标注，这通常是国名或国名加邮政字样，有的还加注英文或其他拉丁字母，举例如下：
- 中華民國：1912年12月中華民國印製發行的第一套郵票「中華民國光復紀念」與「中華民國共和紀念」，票銘為中文「郵票」以及英文""，1913年5月發行第一套普通郵票（帆船郵票），開始以中文「中華民國郵政」以及英文""為銘記，1929年英文銘記簡化為""，1955年9月軍人節郵票之後，中文銘記改為「中華民國郵票」，英文銘記仍為""，2007年2月至2008年8月陳水扁執政末期，郵票銘記曾短暫改為「臺灣TAIWAN」，2008年8月改回「中華民國郵票」，並加註英文""。
- 中華人民共和國：在1949年10月成立初期至1950年2月以繁體「中華人民郵政」為銘記，1950年2月至1955年12月改為繁體「中國人民郵政」，1955年開始推行漢字簡體化，1956年1月起郵票銘記改為簡體「中国人民邮政」，至1992年1月起簡化為「中国邮政」並加註英文""，1949年至1991年發行的郵票均不加英文票銘。
  - 中国香港：在1997年7月1日起以中文「中國香港」以及英文""為銘記。
  - 中国澳門：在1999年12月20日起以中文「中國澳門」以及葡文""為銘記。
- 朝鲜：以朝鲜文（朝鲜邮票）表示，并于后期加注国名英文缩写“DPRK”或“DPR Korea”。
- 韩国：在立国之初以韩文（大韩民国邮票）及太极标志作铭记。后改为（大韩民国），加注英文“Korea”，太极标志亦继续沿用。
- 日本：大日本帝国时期以日文做铭记，1947年改国号为“日本国”后以表示，并在后期加注罗马字“Nippon”至今。
- 俄罗斯：俄罗斯帝国开始以俄文做铭记。苏联解体后国名恢复，并加注罗马字“Rossija”。后期改注英文“Russia”。
  - 苏联：以俄文（苏联邮政）做铭记。
- 美国：在20世纪40年代之前多以“United States of America”（美利坚合众国）做铭记，50至70年代主要用“United States”、“US”或“US Postage”表示，80年代起改为“USA”并一直使用至今。
- 德国：从1949年立国起以德文（德国联邦邮政）为铭记，1990年两德统一后继续沿用，1995年改为（德国）并一直使用至今。
  - 魏玛共和国于1918至33年使用（德意志国）为铭记，纳粹德国时期继续沿用。1943年改为（大德意志国）直至1945年德国战败。
  - 战后过渡时期的邮票则以（德国邮政）表示，并使用至1949年，即德国分裂的一年。
  - 东德于1949年起使用国名全称（德意志民主共和国）为铭记，后期改用缩写“DDR”至1990年两德统一，当地邮政亦于同年并入德国联邦邮政。
  - 西柏林起初的铭记为（德国邮政），1952年改为（德国邮政柏林），1955年起改为（德国联邦邮政柏林），其铭记虽与德国联邦邮政相似，但该机构在存续期间为独立实体，两者在法律上并无关联，西柏林邮政直至1990年两德统一后才并入德国联邦邮政。
- 法国：有法文（法国）、国名全称（法兰西共和国）及缩写“RF”三种铭记，且一度轮流使用。从2004年起多以表示。
  - 维希法国时期则启用名称（法国邮政），1944年被解放后恢复为上述铭记。
  - 法属地发行的邮票则会在印上地名之外再加上“RF”缩写。
- 英国：因世界第一枚郵票誕生於英國，萬國郵政聯盟允許英國郵票無需標識國名，一般以君主形象（如剪影、画像等）做铭记，不标任何文字，现今邮票铭记为英王查爾斯三世的侧面剪影。
  - 英属地则会在邮票印上地名之外加上时任君主的皇家標记。目前使用的是英王的“CIIIR”徽记。

欧洲一些国家联合发行的欧罗巴邮票上，会加注有「EUROPA」和「CEPT」字样。

### 造型
邮票最早的造型是长方形，直立比横放要普遍。长方形邮票可以非常美观的放置在方連里。长方形的特殊形式—正方形的邮票比较少见，匈牙利就很喜欢发行正方形邮票。除了四角邮票外，早期的一些邮票还呈现出三角形。其中最有名的是英国殖民地好望角发行的一套三角形郵票。
最近的十几年，很多国家都发行了形式多样的邮票，例如以足球为主题的圆形邮票。这种邮票不像四角或三角邮票那样容易从方連撕下来，因此它们常以邮票块的形式出现。非洲國家塞拉利昂以其特殊形状邮票而出名，例如徽章、水果、鸟、地图和椰子形。法国邮政曾发行过心形邮票。
由于矩形有节省原料的优点，所以成为大量发行的普通邮票票形首选，而三角形也有相同优点，是除矩形外使用最多的票形。有些形状如圆形、菱形、心形以及包括水果、鸟、地图等各种事物的形状，会浪费原料，所以这些票形多用在发行量较少的纪念邮票上。

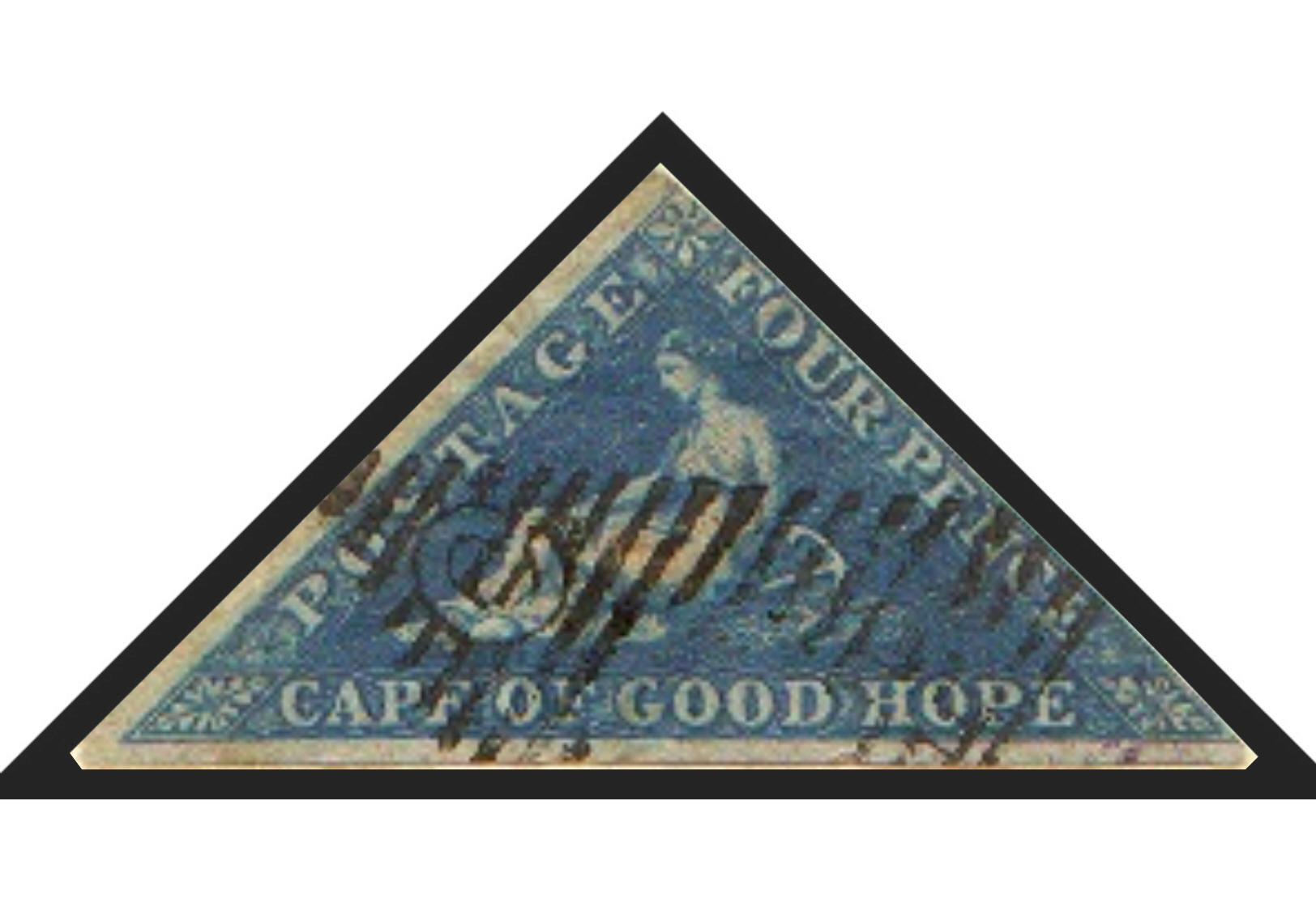
好望角於1868年發行的世界第一枚異形郵票。
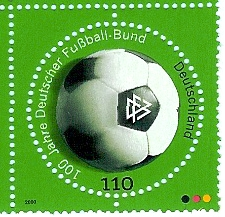
德国第一枚圆形邮票（德国足协成立100周年）。

### 发行形式
邮票常以小型张、小全张、小版张和小本票等其他形式的形式发行：
- 小型张是指将一枚或数枚邮票印在一张面积较大的纸上，在邮票四周的空白处一般印有相关文字和图案的小开张邮票。

- 小全张属于小型张的同类特殊版式，是指全套邮票印在一张纸上的邮票，其面值、图案、枚数与同时发行的邮票完全相同。二者在边纸上大多都会饰以相关图案或说明文字，有时还会以高于面值的价格出售。世界上第一枚小全张是年卢森堡发行于1906年的纪念威廉四世大公登基小全张邮票。中国的第一枚小全张是中华邮政发行于民國三十年（1941年）的「节约建国」邮票。

- 小本票又稱為「郵票小冊」，是邮政部门将一套邮票印制成连票并装订成册，配有封底的邮票称为小本票。这种邮票经常由于由于装订的原因而有一边、两边无齿孔或二、三边无齿。

- 小版張是邮政部门在发行全版张之外另印制的小开张邮票。小版张四周一般有裝飾或與郵票主題關聯的文字與圖案。

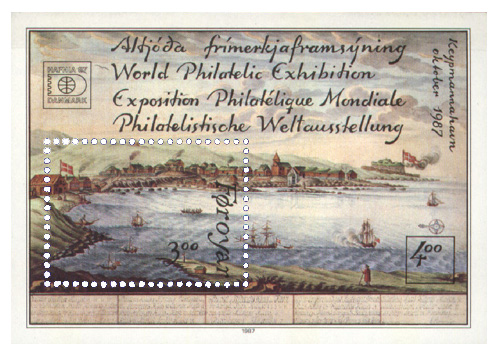
法羅群島於1987年發行的小型張。
1972年慕尼黑奥运会小全张。
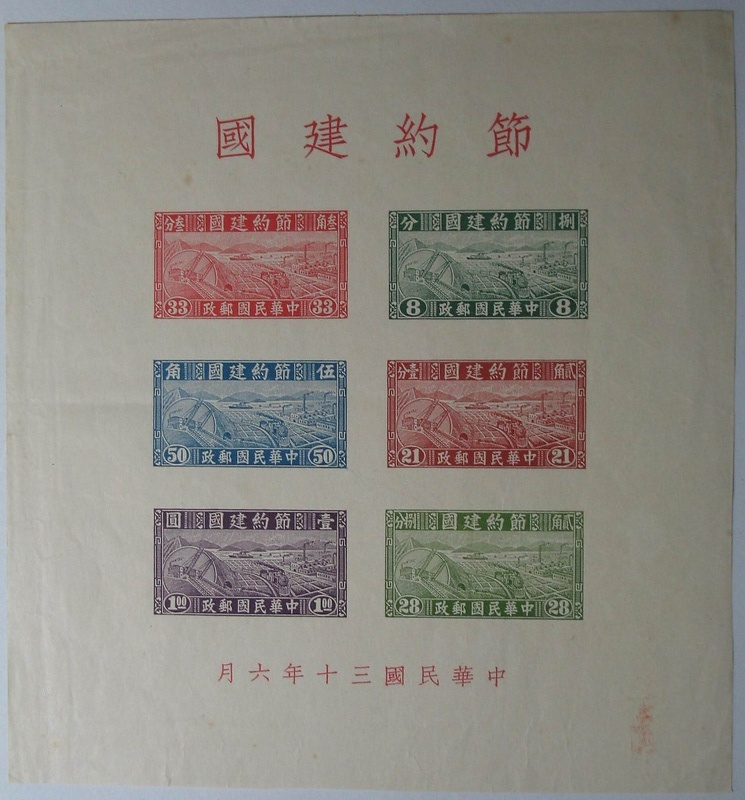
「节约建国」小全張。

### 齿孔

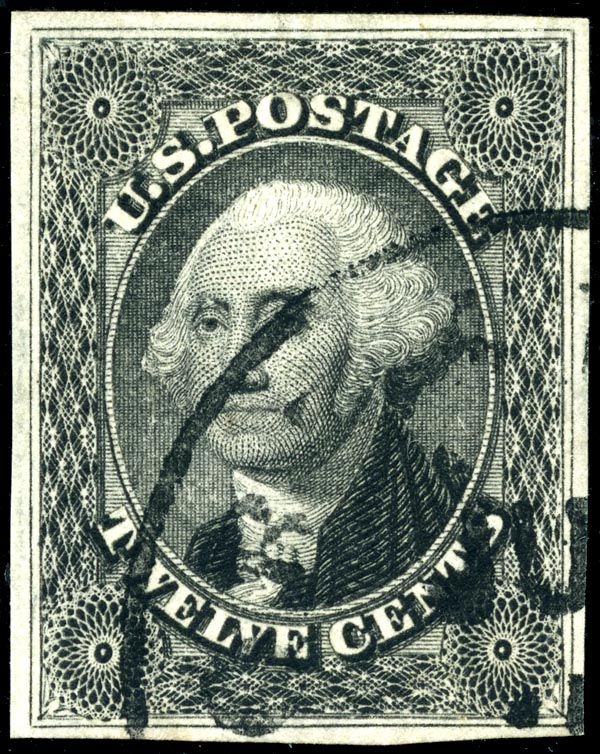
一枚無齒孔的美國郵票（發行於1851年）

到了今天制齿则成为了针对邮票边缘最受欢迎的加工方法，这种方法也成就了邮票这种独一无二的外形样式。邮票边缘的齿其实是邮票打孔的摩登样式。开始的时候邮票的边缘不会怎么被加工。没有齿，使用者需要用剪刀方能从邮票方格分离出来。而英国人亨利·亚瑟尔（Henry Archer）则打算改善这种情况。他首先应用了一种穿孔机，里面有着细小的刀排，人们能用它在两张邮票之间作出等距切口。世界上第一张以这种方法制出的邮票出现于1848年。
亨利·阿舍并没止步于此，他不断改进该机器，后来利用钻芯代替小刀。这种方法非常受欢迎。当第一枚边缘带齿的邮票在 英国出现后，世界各国也紧随其后应用该做法。
在打孔機發明之后，大部分郵票都是有齒孔的，但有時因不具備打孔條件（如戰爭時期等），小部分郵票也沒有齒孔。這種郵票收藏價值普遍高于有齒孔郵票，有時郵政部門為了滿足集郵者的需求而故意發行無齒孔郵票，例如中華人民共和國在1962年8月8日發行的紀94號郵票「梅蘭芳舞臺藝術」和1963年8月5日發行的特59號郵票「熊貓」。

### 涂胶

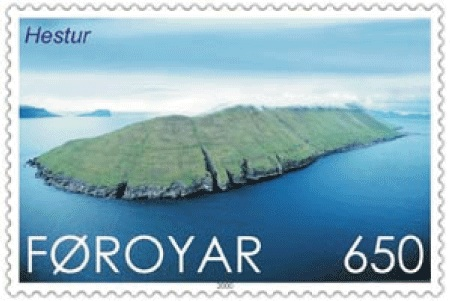
2000年法罗群岛邮政邮票

邮票的背面会涂胶，之后只要湿润其表面就会产生粘性，可以粘贴到信封表面。时至今天邮票会在印刷之前就用机器上胶。但早期却是先印后胶的，而且在相应的机器出现之前，涂胶是手工用刷子完成的。胶的主要成分是塑料，例如聚乙烯醇（PVA），是一种碳多聚物。后来则是动物粘着剂，也见植物粘着剂 ，如糊精或阿拉伯胶。一些邮局则开始应用带粘性的塑料薄膜。大部分使用者使用舌头湿润涂胶层，因此很多邮局想办法使邮票带“味”。例如德邮在1955年到1956年测试了带薄荷味的涂胶材料。
亦有部分邮票使用不干胶作为涂胶，如中华人民共和国2004年发行的《中华人民共和国国旗国徽》特种邮票以及美国2013年发行的国际邮资永久邮票。

### 材料
邮票的纸是特制的，要符合技术上的要求，它们既要对防伪识别起作用，又要张张如一（在战争期间就很难做到），所以价格昂贵。
现今的邮票使用的纸会发光。螢光、磷光和邮票的这种光效增益的性质是不一样的。邮票的这种发光性质一方面可防伪，另一方面自动盖戳机要靠它来识别戳印位置。德国每天需要25吨邮票用纸。

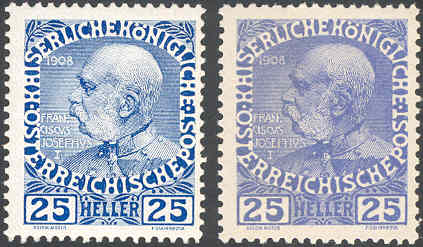
两种不同的纸

很多其它的国家则使用木或布料制邮票。例如瑞士就发行过这些邮票，但只面对收藏家。从1955年开始发行邮票的不丹，在1973年4月15日发行了一套68到100毫米的唱片邮票，它们既是邮票又是唱片。苏联1965年印有两枚以航空为主题的铝邮票。东德在1963年发行了一涤纶邮票，因涤纶一词Dederon从发音上非常接近东德的德语首字母缩写DDR。布隆迪在建国三周年之际发行了金薄膜邮票纪念其独立。2003年意大利发行牛仔裤料邮票。2004瑞士发行木料邮票。在2000年6月21日，瑞士還發行了世界第一套刺繡郵票。2007年，朝鲜发行了一套以2008年北京奥运会为主题的DVD光盘邮票，光盘收录内容为大型团体操《阿里郎》的相关介绍。但是归根究柢，纸还是邮票的最实用材料。
2017年8月17日在香港发行的「香港珍稀植物」特別邮票的邮票用纸更以森林管理委员会认证纸张印刷。

## 造型設計

### 内容和圖案
很多国家借用邮票宣传自己。邮票的内容从早期君主元首肖像到现在的多元化内容，如文化、植物、技术、运动、建筑、艺术、書法、名人和盛事。

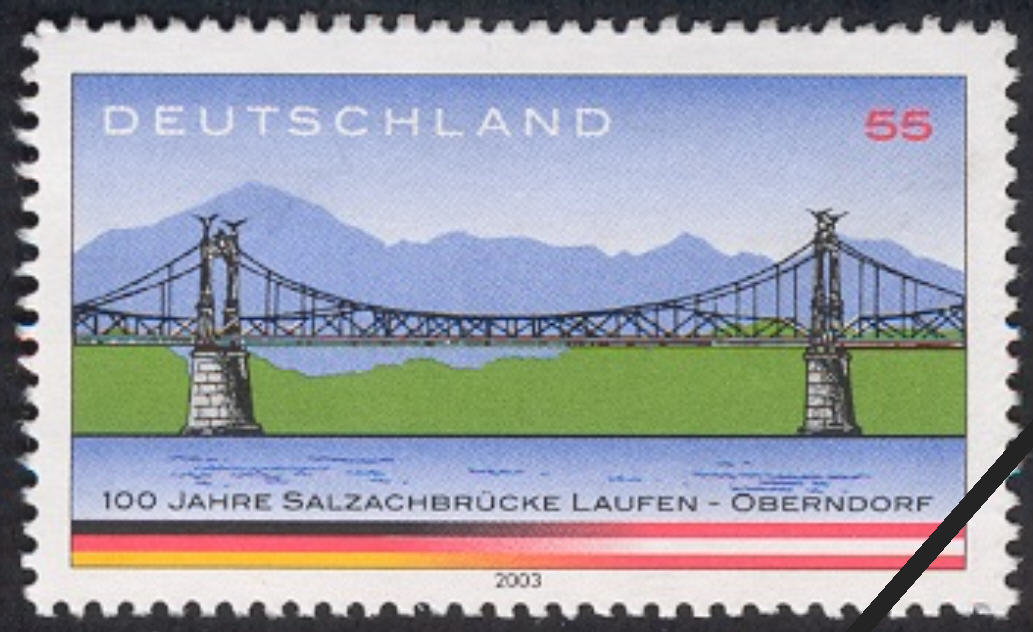
一枚德国邮票的有效图

世界各國的郵票發行與設計工作都是極為嚴密的。1999年12月7日，中國國家郵政總局成立了第一屆郵票選題咨詢委員會，負責郵票的選題論證。在德国邮票是由德国财政局与一个名为“德国邮政艺术组”（Deutsche Post AG）的计划顾问团合作发行。邮票设计者需要将设计图放大六倍，以显示其所有细节。郵票的設計也不是毫無禁忌的，在美國就規定不得為宗教人士發行紀念郵票，總統只有在去世后才能在其生日發行紀念郵票。
邮票的设计不属于官方作品，故受到版权的保护。该版权属于邮票发行的邮政局，但是临摹邮票内容却是可以的。如果临摹行为不涉及邮票全貌，而是明显抄袭其中的局部，是触及版权法的。
世界各国对在书籍或网站贴出邮票的行为反应有别。例如法罗群岛是容许他人作其邮票全貌的插图的，在德国这种行为则受到限制：其临摹需要比原图大25%或小10%以上，或者是在其一角印上一斜杠。后者为世界大多数国家所接受。

### 印刷
邮票印刷要注意保护设计的完整性。现在有多种印刷方法，也见几种方法混合使用。以下介紹各種印刷方式。
凸版印刷
凸版印刷是最早的一種郵票印刷方式。近代凸版郵票印刷是照相粉色后銅版制版印刷的，印版版面上有凸起和凹陷，圖紋著墨凸起，空白部分凹陷。印刷時油墨涂在印版上，將紙張放在版面上，從上施加壓力，沾有油墨的印版凸起部分與紙解除就形成紙上的有色圖紋，與蓋章的原理相近。由于印刷壓力較重，因而往往在郵票圖紋邊緣處留下油墨外溢的痕跡，這是凸版郵票的特征與缺陷。世界上西德和羅馬尼亞經常采用該方法印刷。
凹版印刷
原理與凸版印刷相反。印版上也有凹凸，但涂抹油墨后，凸起部分的油墨會被刮去，只留下凹陷部分的油墨，之后把紙張放在版面上加壓，凹處的油墨便印刷到紙張上，形成有色部分。凹版印刷分為雕刻凹版印刷；照相凹版印刷和電子雕刻印刷三種。雕刻凹版印刷又稱雕刻版，工藝非常複雜，需要由專業雕刻師借助放大鏡用手在鋼板上精確地雕刻出與郵票大小相同的圖案和文字。之后制造成母模，再用母模復制子模拼成印版。這種郵票油墨在紙上隆起，用手觸摸即有感知，可以輕易鑒別出來。雕刻版郵票的特點是墨色深厚，線條突現，立體感強，具有版畫般的藝術效果，但缺點是色彩單調。但是，雕刻版印刷仍然是評判一個國家郵票印刷水準高低的標準。照相凹版又名影寫版，由捷克人克萊爾·格利奇發明于1890年前后。特點是網紋細，版紋深，表現力強，有濃郁的色彩和細膩豐富的層次感。不僅深受集郵者喜愛，也是當今世界上各國印刷郵票常用的方法。電子雕刻凹版印刷屬于較新的影寫版制版方法，全部由電子計算機控制操作。特色是圖案清晰度高，套印精密度高，而且生產效率也較高。
平版印刷
平板印刷印版版面上沒有凸凹，圖紋著墨部分和空杯部分處于相同平面上，利用油水不容的原理，圖紋部分親油著墨，空白部分親水不著墨。在印刷過程中，親油部分有油墨形成的有色圖紋親水部分則沒有油墨從而形成票面上的空白。平板印刷又可分為石版印刷、膠版印刷和珂羅版印刷（又名玻璃版印刷）三種。
混合版印刷
用兩種及以上印刷方式混合套印的印刷方式即為混合版印刷。其可以融合各種印刷方式之長，讓郵票達到完美境界。最常用的是影雕套印和膠雕套印。影雕套印是影寫版和雕刻版的結合，其特色是色調豐富，層次鮮明。膠雕套印則是雕刻版與膠版的結合。
除了上述的四大方式外，還有一種郵票印刷方式，就是油印，這種印刷方式通常伴隨著印刷條件的極端簡陋，常在戰時出現，但平時幾乎不用。另外，近些年也有多種新印刷方式出現。如日本的階調凹版等。
在正式印刷之前，邮局通常会先进行试印。虽然邮票的印刷有着质量监控，再加上试印，但是错版依然存在，例如图像的偏移。这些错版对收藏家有着很大吸引力。诸如颜色甚至图像倒转的严重错误是很罕见的。世界上最有名的错版当属瑞典的“黃三基林”（Tre Skilling Banco），只有一枚传世，还有美国1918年的“倒置的珍妮”。

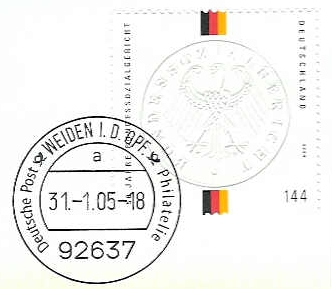
联邦社会法庭50周年纪念
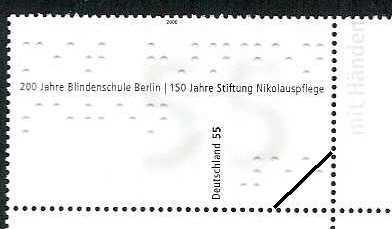
德国盲文邮票「Dienst am Nächsten」

#### 中国的邮票印刷

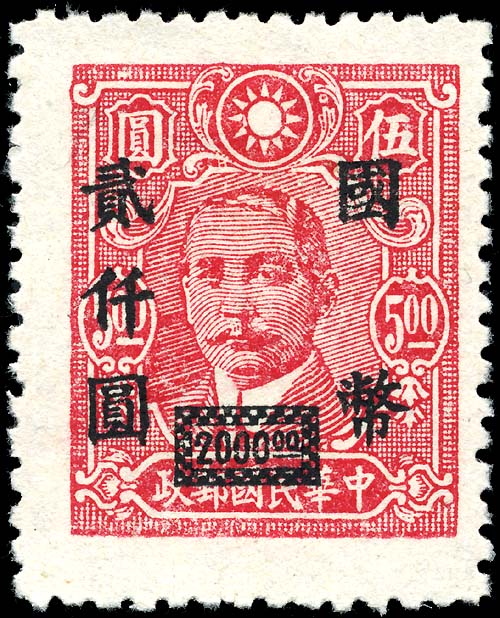
八年抗战胜利后中央印製廠发行的中華民國邮票

在中文裏，「郵票」一詞最早見大清帝國光緒14年（1888年）2月21日臺灣郵政總局（由清廷首任臺灣巡撫劉銘傳於臺北設立）頒佈的「臺灣郵政條款十六條」及3月22日郵政業務正式運行辦理所發行的《臺灣郵票》，此後「郵票」一詞便流傳至今，成為中文裏的標準譯名。而在郵票傳入早期還有「信票」、「信印」、「信資圖記」等對英文「postage stamp」一詞的譯名。
中國郵票在清代及中華民國初年多在國內印製，部分由外國代印。清朝前3套郵票，即大龍郵票、小龍郵票、慈禧壽辰郵票，均由海關（總稅務司）上海造冊處所雕版印製，唯所用郵票紙由英法進口。清代郵票由外國代印者，包括石印版蟠龍郵票委由日本築地活版印刷所，紅印花郵票、倫敦版蟠龍郵票及宣統紀念郵票委由英國倫敦華德路公司（Waterlow & Sons）印制；民國初年北洋政府郵票大多由北京財政部印刷局（創立於1908年，原名大清度支部印刷局）印製，包括2套普通郵票、5套紀念郵票及1套航空郵票，國外代印者僅有1套（倫敦版帆船郵票），由英國倫敦華德路公司印制。國民政府至抗戰爆發之前（1928-1937年），郵票多數仍由北京財政部印刷局印製，包括1套普通郵票、6套紀念郵票及2套航空郵票，僅國父像倫敦一版、倫敦二版由英國德納羅公司（Thomas De La Rue & Co.）印製，抗戰爆發後北京淪陷，郵票改在香港由中華書局、大東書局、商務書局等民間單位印製，1941年香港淪陷後改由重慶中央信託局、重慶中華書局、福建百城印務局印製，抗戰期間仍有部分郵票委由國外包括美國鈔票公司、英國德納羅公司等代印。
抗戰後期，1945年3月重慶中央信託局印製處改組為中央印製廠，抗戰勝利後遷至上海，隸屬中央銀行，後併入北京財政部印刷局（改稱中央印刷廠北平廠），1949年後再度遷移至台北。
1949年中华人民共和国建國後，由北京印钞厂、北京人民印刷厂、上海市印刷一厂，华东税务司署造册厂、华东邮政南京印刷厂、上海商务印书馆、上海大业工业公司、大东书局上海印刷厂等承办。其中1959年7月开始投产的中国邮政集团有限公司邮票印制局（北京邮票厂）负责了绝大部分的邮票印制任务。目前在中国大陆，除中国邮政集团公司邮票印制局外，负责印制邮票的还有河南省防伪保密印刷公司（河南省邮电印刷厂）与辽宁省沈阳邮电印刷厂。

#### 德国的邮票印刷
德国联邦印刷所早在100多年前就已经承担了为德国国民印制邮票的任务，而且它是德国唯一的授权邮票印刷所。发行人则是德国财政局。印刷所还会印大量的外国邮票。
印刷所成立早期（1879年）使用皇室印刷器，年产6亿张普通邮票。而今天的机器年产量达40亿。印刷追求“无瑕”的质量。倘若检察员发现哪怕是最小的颜色走样或是边缘部分出现偏差，就会将邮票定为“错误印刷”而将它销毁。在这种谨慎细密的质量控制下，错版更难出现，反而更刺激了收藏家寻求错版的欲望。

#### 台灣的邮票印刷
台灣第一張郵票在大清帝國1888年2月設立郵政總局並發行郵票和郵資。
1895年大日本帝國統治後，首先在佔領地設立的野戰郵便局，之後逐步轉移至交通局辦理，台灣的郵件屬歸日本郵政，由遞信省負責製印發行。
1945年二戰後，台灣郵務系統改由中華民國的中華郵政管理，1949年中華民國遷移台灣，同時也將中央印製廠播遷至臺北縣三重市，又再搬遷至臺北縣新店市先後成立青潭廠及安康廠，並青潭廠負責印製中華民國郵票迄今。

## 售卖
邮票能在邮局或是部分文具商店单张或是以方块形式出售，但大多数邮局可能只有普通邮票。而收藏家的购买方式则不一样。他们通过“收藏者订购”就能够得到约1/4当前发行的邮票。有时还能买到已盖戳的邮票。对收集国外邮票的收藏家来说，订购是最有效的手段。
收藏家可通过“郵票年冊”集得当年某国所有邮票。此外还有其他的邮票售卖形式，如部长邮票册。
很多邮票喜欢在邮票日发行。世界各国的邮票日不一。第一个邮票日在1935年12月奥地利出现。而从1948年起德国的邮票日则是10月最后一个星期天。奥地利的则大多数在5月份。

## 种类
邮票有很多种。只是因为自其诞生之日起，邮票被赋予越来越多的用途，可分类归纳为：

### 普通邮票
普通邮票既是最古老又是最为常见的邮票种类。购买普通邮票是交纳邮费的一种方式。普通邮票面值齐全，发行量大，票幅较小，图案比较固定。往往多次印刷，有多种版别。世界第一枚普通邮票即为黑便士。

### 纪念邮票

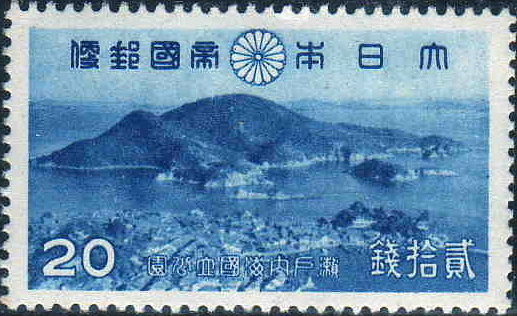
大日本帝国發行的瀨戶內海國家公園紀念郵票。

纪念邮票是为某一事件或场合特别发行的邮票。秘鲁在1871年暨其第一条利马和卡亚俄之间的条路开通之际发行了世界第一枚纪念邮票，之后世界各国纷纷效仿。许多国家将纪念邮票作为自我广告的一种形式。特别是一些小国家，其纪念邮票成为自身财政来源之一（但是有时也可能存在着宣传目的，例如德国第一枚纪念邮票就是在纳粹时代出现的。）纪念邮票主要面向的是收藏者，因为它们基本上不会用到信封上面。所以比起长期邮票，罕见附有纪念邮票的信件。纪念邮票通常票幅比较大，设计印刷精致，图案丰富，不允许重印，有特定的发售期限。

### 特種郵票
为宣传特定事物而发行的邮票，基本上只要不是普通郵票和紀念郵票的郵票都屬于此類，范围比纪念邮票更加广泛。

### 福利邮票
又称附捐邮票，是为福利、健康、赈灾、慈善等事业而发行的邮票。其面值分为两部分，一是邮资本身，二是附捐金额。世界最早的附捐邮票是1897年澳大利亚新南威爾士州发行的1便士邮票，其售价比邮票面值高12倍，多余的金额即用于捐赠。

### 公务郵票
公务邮票是政府机关单位用于支付公务邮件所使用的邮票。因此在一般邮局是不会看到有公务邮票出售的，而且它们也不能由于普通邮寄。所以实际上是没有滥用或盗用公务邮票的事件的。
第一枚公务邮票于1866年英属印度被发行。中国的第一枚公务邮票是中华邮政在新疆发行的凿孔“公文贴用”。德国则要等到1920年才有自己的公务邮票，但二战结束后又被废除了。东德在1954年到1960年使用过公务邮票。奥地利则只有在德国1938年到1945年占领期间才出现过公务邮票。瑞士则在1918年到1944年使用过公务邮票。列支敦士登从1932年起发行公务邮票。1983年，美国发行的公务邮票上注有「美国公文邮票」和「私人使用将罚款300美元」的字样。因此又被称为处罚邮件邮票。

### 航空邮票
航空邮票适用于空运邮件，因此也被称作「空运邮票」。但它们只能用于空运邮件，普通邮递是不能使用航空邮票的。自20世纪中期起，空运邮件成为邮运最重要的手段之一，世界上大部分国家都会发行自己的航空邮票。票面图案通常为气球、鸽子或飞机等。 德国和瑞士在1912年就引入了第一枚航空邮票。奥地利则是在一战时1918年3月30日发行第一枚航空邮票。大部分欧洲国家在二战之后废除了航空邮票。现在普通邮票已可用于空运邮件。

### 欠资邮票
在很多国家存在着欠资邮票，它们用作计算邮寄欠资。工作人员在邮件寄出之前会给邮费投入不足的信件贴上邮资邮票，并且会在邮件交付的时候结清。欠资邮票既不能作为邮资预付的凭证，邮局也不会销售。
世界最早的欠资邮票出现在1859年，出现于法国。奥地利在1894年发行了第一枚欠资邮票。直到2002年引入欧元时被废除。德国从没有过欠资邮票。只有当时享有邮政主权的巴登和巴伐利亚在1862到1870年发行过欠资邮票。瑞士在1878年到1938年间发行过欠资邮票。列支敦士登在1920年与奥地利分开邮政之前一直有用奥地利的欠资邮票。在之后它先是发行奥地利货币欠资邮票，再在1940年转成瑞士货币的。中国最早的欠资邮票发行于1904年4月1日，1956年停用旧币后就再无发行。香港在1923年发行第一套欠资邮票，並於1987年和2004年发行过第二及第三套欠资邮票，直至2016年2月22日被欠资标签取代后就再无发行。

### 郵資票
郵資票又稱郵資券、电子邮票，是由機器發售，面值可依用郵人士之需求來設定的郵品。其名稱，在幾個已採用的先進國家裡各有不同；如最早推出此郵品之德國郵政，將其喚作簡易郵票或自動式郵票；法國或美國則僅視為郵資已付籤條；香港稱之為郵資標籤；而集郵人士則通稱「不定面值郵票」。電子郵票與捲筒郵票一樣，係採單排成捲方式印製，以便裝在自動販賣機中，供公眾隨時投幣購買。當把硬幣投入自動售票機內，再按動所需面值的鍵時，由電腦控制的號碼機就在空面值郵票上加蓋面值出售。這種電子郵票一般無齒孔，分有無背膠兩種。是1981年西德首次實驗發行的。电子邮票的使用方法与传统邮票相同，可以单独贴用，也可以同传统邮票混贴，同样要用日戳盖销。
在國際郵政領域內「電子郵票」至今還未成為標準化名詞，萬國郵聯法規文件中從未出現過「電子郵票」一詞，只是將其包括在內統稱為「交付郵資標記」。1957年起萬國郵聯不定期編制國際郵政業務多種文字詞彙彙編，但「電子郵票」一詞至今未能列入彙編。由於各國郵政尚未統一「電子郵票」的名稱，叫法五花八門，對電子郵票也沒有形成規範的定義，所以「電子郵票」在國際郵政領域內至今沒有統一命名，還不屬於一個標准化名詞。雖然目前在萬國郵聯法規中，已經在交付郵費方法和特徵方面將電子郵票等交付郵資標記與郵票並列在—起，但是萬國郵聯並未將「電子郵票」正式確認為「郵票」，電子郵票與郵票畢竟在印製發售方式、面值設置、自動出售機數量配置及使用範圍等方面還有一定的區別。

### 信銷票與蓋銷票
被郵戳盖销了的郵票按其狀態可分為兩類。分別是信銷票和蓋銷票。信銷票指的是實際寄過信，作為郵資使用過的郵票，也稱實銷票。蓋銷票又稱特銷票，是郵局已表示作為郵資使用過，專為集郵人士提供的郵票。這種郵票比新票略便宜，郵票上郵戳痕跡鮮明清晰，有背膠的保持原膠。

### 其他种类

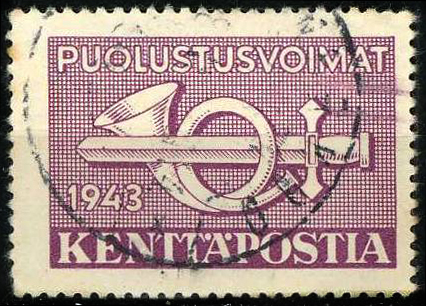
軍用邮票。
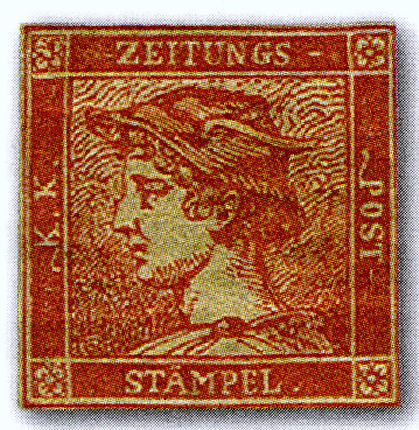
报紙邮票。
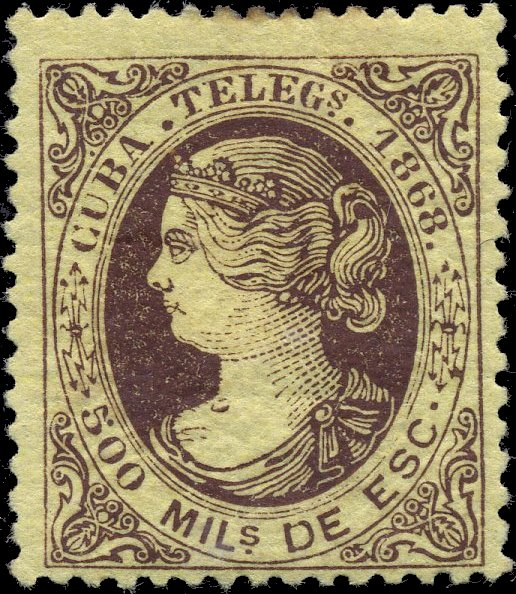
电报邮票。
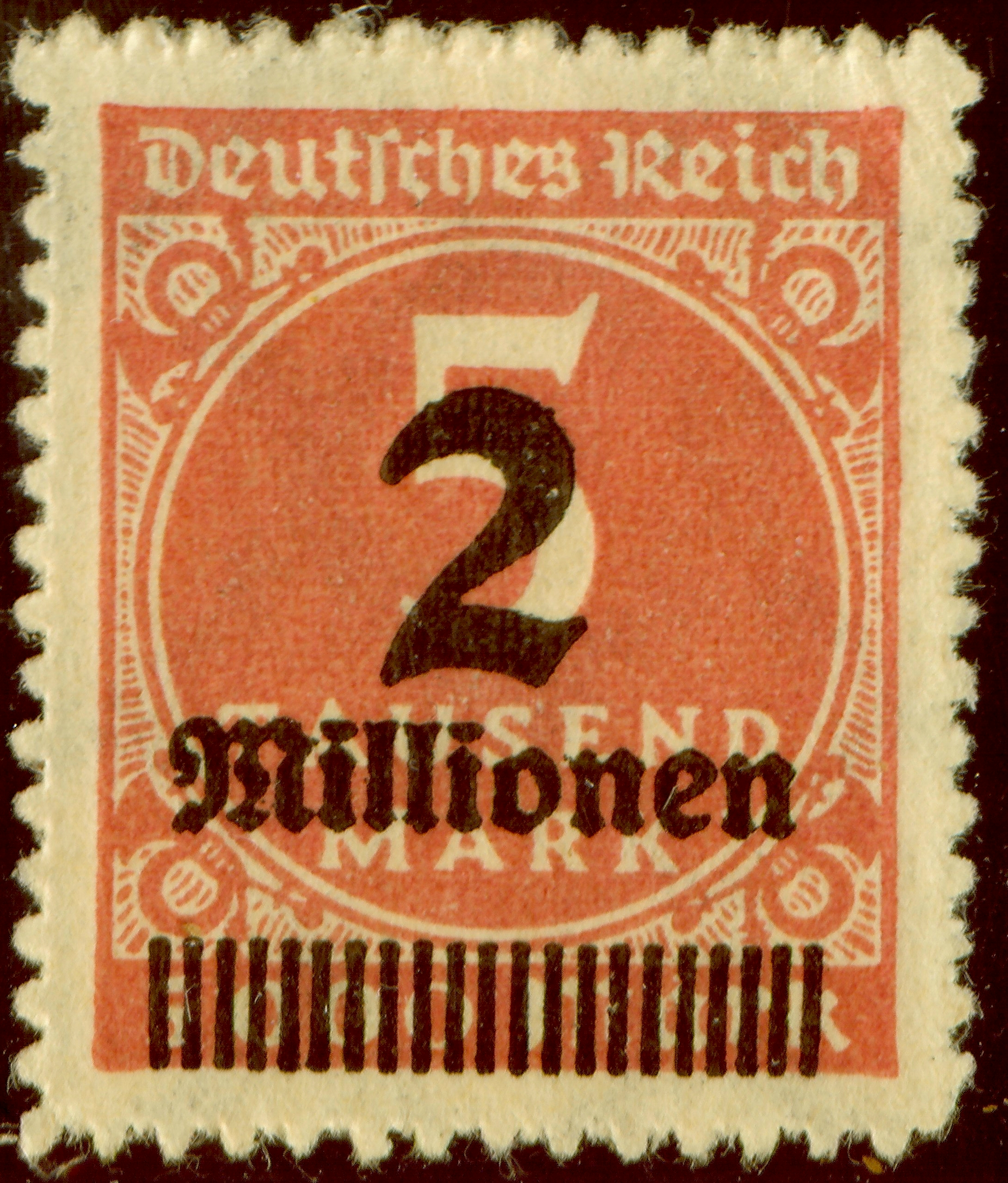
加蓋邮票。
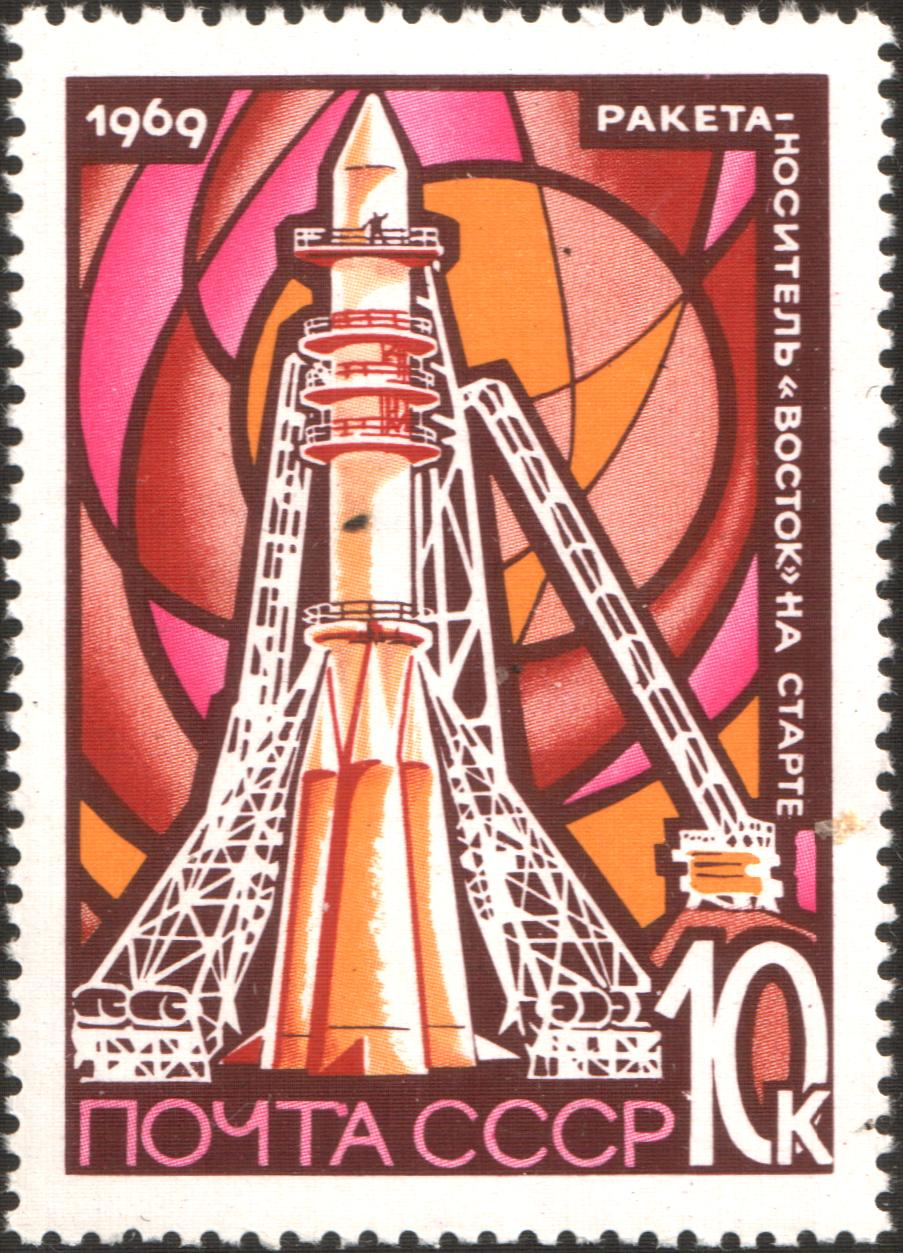
蘇聯火箭紀念郵票

快遞专用郵票
專門用來郵寄快信，于1955年在美國首度發行。
掛号邮票
专供在挂号邮件上贴用的邮票。
军用邮票
供現役軍人或軍事機關減免郵寄費用的專用郵票。世界上最早的軍用郵票于1879年發行，發行國是奧匈帝國。
包裹邮票
供寄送包裹貼用的專門郵票，又稱包裹印紙。一般不單獨出售，只可在寄送包裹付款時由郵局人員將其貼于包裹上并加蓋。世界上最早的包裹郵票發行于1879年的比利时。
报纸邮票
专供郵寄報紙和杂志。最早于1852年發行于奧地利。
汇兑邮票
供匯兌的專用郵票，又稱匯兌印紙，采用飄匯方式辦理郵政匯兌業務時，貼在匯票及其核對收據上的匯款金額憑證。有面值，不能作為郵寄郵件的憑證，最早的匯兌郵票發行于1884年的荷蘭。
电报邮票
在發电报時使用，非常罕見。
试印票
在郵票正式印刷前，郵局會為了檢查效果而先以郵票樣式印刷一些樣張，是為試印票。
发光邮票
這種郵票因為塗抹了特殊材質，可在暗室內發光。根據發光物質的種類又可細分為熒光郵票和磷光郵票。
加盖邮票
在原有邮票上加盖文字以变更面额及发行者而产生的新邮票就是加字改值邮票。这种邮票的出现多是因为政权轮替与通货膨胀。也有在普通邮票上进行加盖以限定使用范围。
永久邮票
又称无面值邮票。邮票上不印面值，其价值永远等于当地基本邮资，以避免邮资变动导致不便。
贺卡专用邮票
中国大陆特有的一种邮票，一般不单独发售，而是贴在邮政部门发行的贺卡或邮资封上发行。但有商家以低价购得滞销的贺卡或邮资封，将邮票取下贩售。
- 軍用邮票。
- 报紙邮票。
- 电报邮票。
- 加蓋邮票。
- 蘇聯火箭紀念郵票

## 蓋銷

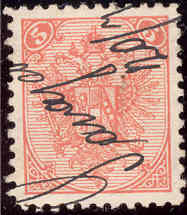
"Sarajewo 20/7"的手工消值

为了让邮票不可再次使用，邮局会对邮票进行蓋銷。最常见的是盖戳印（通常是黑色的）上会表明地址和日期。而特殊的纪念邮戳和首发日邮戳则是在特殊场合才会被用到，它们除了一般的地址日期外还会有对该事件的标示。收藏者对后者比较感兴趣。
一些国家在大批量运输邮件时会提前盖销邮票，即预盖销。邮票会先用特殊的凸版印章或图章盖销后再送交运输商。这样就不需要逐张盖戳，简化了程序。与此相对的是滞后补销，这种方法时至今天还可见。邮票会由邮差用橡皮章或者是接受方邮局用章戳盖销。

### 中国邮政

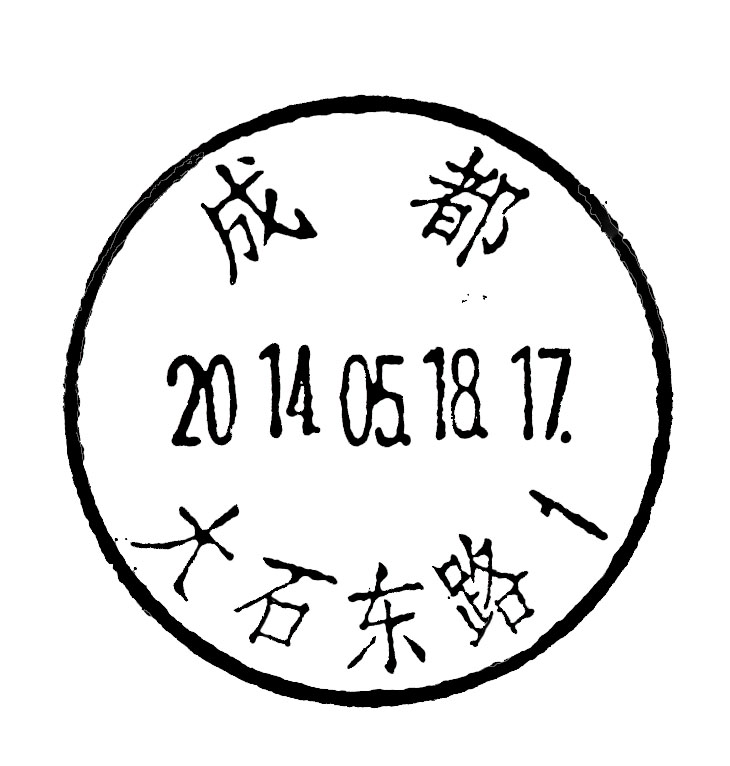
2014年5月18日17时，四川成都大石东路邮政支局的1号邮戳，为钢制字钉式收寄日戳。

中国邮政的邮戳依种类主要分为普通日戳、风景日戳、文化日戳、邮资机日戳、水波纹日戳等，依型式主要分为钢制日戳、回墨式日戳等。
- 普通日戳：呈直径ϕ25 mm（下环机构名称为纯汉字）、ϕ30 mm（下环机构名称为汉字＋少数民族文字）的圆形，其内自上而下文字分别为行政区划地名信息简称、时间信息（年.月.日.时.）、机构信息简称及序号。其中行政区划名称和机构名称沿上圆边和下圆边排版，时间信息则位于居中位置。其中依用途可分为收寄日戳（使用黑色油墨）和投递日戳（使用红色油墨）两种，依型式可分为钢制日戳（含榔头式）、回墨式日戳两种，依戳头种类可分为字钉式和拨轮式（字轮式）两种。各邮政机构日戳更新的总体趋势是由字钉式转为拨轮式，因为后者操作更换日期的门槛更低。
- 风景日戳：呈直径ϕ30 mm的圆形，刻有用线条表示的风景图案。时间信息在偏上方的，地名信息在其上方；时间信息在偏下方的，地名信息在其下方。其中后者更为常见。
- 文化日戳：依形状可分为圆形、椭圆形、方形三种，其中圆形直径应为30mm；椭圆形长轴为40mm,，短轴为30mm；方形为35mm×35mm，四角采用半径为5mm的圆角设计；依型式可分为钢制、单色回墨式及多色回墨式三种，其中多色回墨式有集多颜色为一体的，也有需要定位器按压多次的套色多色回墨式。
- 邮资机日戳、水波纹日戳多为邮资机打印或机器滚动按压产生，常用于大宗邮件的处理以及中邮文创产品的制作。

### 其他邮政
普通邮戳现在都是机器打上的，在邮票上面画上数排直线或波浪线，既没有地点也没有日期。20世纪90年代在加拿大和英国等地，喷墨打印机技术使得机器盖戳更为普遍。
此外还有很多盖戳形式，特别是邮票诞生之初的19世纪。一些小邮局还没有自己专属的邮戳，他们会用删除线画过邮票并用人手写上地点和日期。
一些国家，如西班牙，邮票会被打洞注销。而在奥斯曼帝国很长一段时间内邮票都是靠“剪刀或纸刀消值”的。

## 集郵
邮票的广泛使用带携了集郵的兴起。法国人乔治·赫品（Georges Herpin）在1864年新造了一詞來表示「集邮者」該詞来源于希腊语，“phil”是“爱，好”之意，“atel”来源于“ateleia”，有“免付”之意，指出了邮票是一种预付的模式。虽然这个词并没有很好的描述了集邮人士的特性，但是并没有妨碍它走进各种字母文字。 
现在邮票已成为世界一大热门收藏品。起初人们只是为了装饰而收集邮件上的邮票，并将它们贴在灯罩上，这样的做法经常会烧坏邮票。慢慢地一些爱好者开始用心对待邮票。早期的集邮者都是“一网打尽”的集邮者，他们立志集齐天下邮票，这种雄心壮志也只能在邮票诞生的早期才有实现的可能。当今的邮票发行量如此之大，这种集邮策略很难有可行之道。
随着集邮活动的开展，出现了越来越多的集邮工具。1860年出现了第一本集邮册。仅仅一年之后的1861年，就出现了邮票目录的前身。1862年出现第一份集邮杂志，这是一本在邮票诞生地在1862年12月15日发行的月广告刊（The Monthly Advertiser）。这本杂志主要是一个资源交流平台，还提供一些发布資讯和集邮小知识。
除了集邮工具，越来越多的集邮协会和专题活动也开始出现。美国1856年集邮者聚会了一次，1866年他们则更进一步，成立了精益求精邮票协会（Excelsior Stamp Association），这应该是世界上第一个邮票协会。而随着集邮者协会的增多，它们之间的联谊合并也开始增多。世界最大的集郵組織是位于瑞士蘇黎世的國際集郵聯合會（International Federation of Philatelu，FIP）。
許多人集郵的目的并非是為了欣賞郵票，而是為了投資。郵票通常具有保值的功能，其貶值幾率相對較小，一些“珍郵”的價格更是始終穩步上漲，但一些邮票也可能会因为滞销而出现市场价跌破面值的情况。因此郵票已與古董等收藏品相同，成為世界投資市場中的一員。部分投資者甚至視郵票為股票，收藏的目的完全變為儲蓄與增值。而郵市本身也有起落，所以郵票的實際市場價值并非任何時候都能保持強勁。

## 偽造
伴随邮票的迅速增长并非只有正的一面。越来越多人意识到偽造邮票有利可图。 当第一枚邮票在1840年5月6日在英国诞生没多久，第一枚“全伪”邮票也跟着诞生了。除了全伪的，还有大量半伪的邮票。这些半伪的邮票修改了邮票的面值，再投入使用。手法可以是由化学药品改变邮票上的颜色，或是直接在数字上做文章，提高面值。 
还有将已经去值的邮票重新使用的行为，他们将两张（或更多）的去值邮票通过剪贴合成一张未去值的邮票。或者是用化学试剂将去值时画在邮票上面的钢笔线甚至是邮戳去掉。还有将一张部分盖戳的邮票和一张新邮票一并，并用新的邮票掩盖戳。

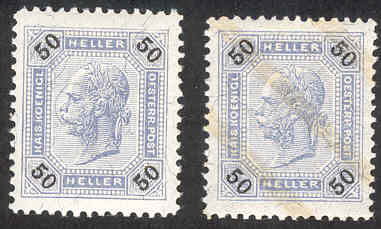
面值50赫勒邮票，带漆条纹和没有带漆条纹之对比

其实邮政当局一早就已经使防伪措施，最早的措施是使用水印。这种技术在希尔提出使用邮票之时已经被应用。 
有些国家则使用纤维纸。这种纸可以见到在制作时混入纸浆中的丝纤维。有一些则在纸团还呈浆状时加入有色的丝纤维。这种技术可见于的德国的巴伐利亚和符腾堡，还有瑞士。有色纸也能起到类似防伪的作用。如果只是纸的正面染色，会被称作“染纸”（gefärbtem Papier）。巴伐利亚的一批邮票就是使用了这种技术。
在奥地利则应用漆条纹（Lackstreifen），这种措施能很好的对付刷除邮戳的行为。但这种漆条纹会在遇水时与部分邮票图案一起溶化。
邮票暗记也是应对假邮票的一种方法。部分邮票会在一些很难察觉的地方印上特殊字符，需要用高倍放大镜才能清晰看到，一般印刷机很难印制这种文字，也增加了不法分子印制假邮票的成本。
一些邮票会在票面上印刷荧光编码，或在邮票部分图案上使用荧光油墨，需要用紫外线灯才可看到荧光效果。
早期的伪造邮票行为主要是为了少缴邮费，后期则主要是针对集邮者。伪造邮票的方式包括变造、臆造、修补等，具体的还有假无齿、假齿孔、假水印、假背胶、假邮戳等。此外，有一种名为「花纸头」，带有铭记、面值和齿孔等邮票的要素，实际上没有任何邮资凭证的功能，多以中东的阿治曼、乌姆盖万等国名义发行，用以骗取外汇，也被视为假票的一种。
胶印邮票容易被伪造，因为胶印机遍地都是。

## 錯票
世界上有很多郵票都有錯誤，其中有的是因為印刷失誤，有的則是因為設計者的疏忽導致郵票的內容產生謬誤。而前者導致的，通常會讓這枚郵票身價倍增，世界上許多珍郵都是因此而來的。后者也并不鮮見。
- 智利在19世纪末發行的一套哥倫布紀念郵票中，哥倫布留著大胡子。
- 1937年，法國郵政發行了一套紀念笛卡爾創立解析幾何300周年的郵票，郵票主圖是笛卡爾肖像與其名著《方法論》。郵票上圖書的法文名字出現了錯誤。
- 1951年，波蘭發行了一套巴黎公社紀念郵票，誤將作曲家頓勃羅夫斯基·亨利克的頭像當作軍事家頓勃羅夫斯基·雅羅斯拉夫畫在郵票上，該錯誤直到1962年才改正過來。
- 1956年，東德發行的一套紀念音樂家舒曼逝世100周年的郵票中，誤將舒伯特的曲譜作為舒曼的曲譜采用在郵票上。
- 1961年，中华人民共和国發行的《中國共產黨成立40周年》郵票中的南昌八一起义纪念馆畫成了三層樓，實際上應為四層樓。
- 1968年，中华人民共和国发行的《全国山河一片红》，因南海诸岛、云南、西藏等边界地区绘制错误，发行前日迅速收回，少量流出成为集邮珍品。
- 1972年，古巴發行了一套航海史郵票，其中一枚蘇聯列寧號破冰船在北極海域航行的郵票的背景中出現了企鵝。

## 世界珍邮

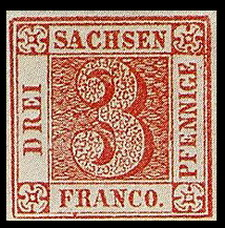
萨克森三芬尼郵票

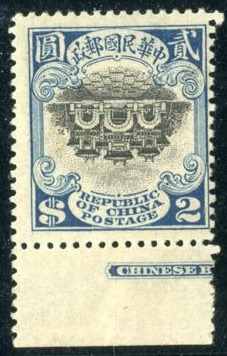
北京一版宮門倒蓋票

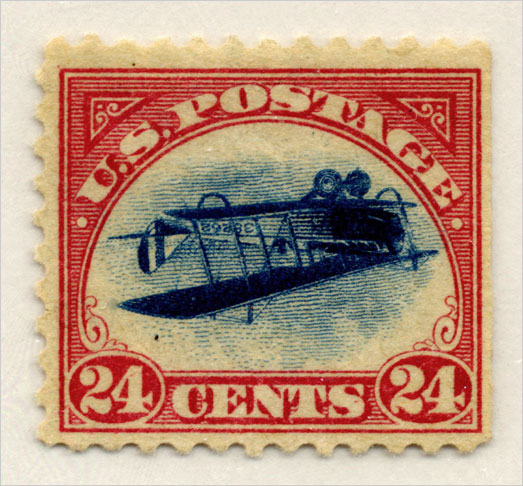
倒置的珍妮

物以稀为贵，一些邮票因为数量少而备受收藏家追捧。世上并没有最珍贵和最稀有的邮票，因为有很多孤本邮票在世。其中最有名的如下：

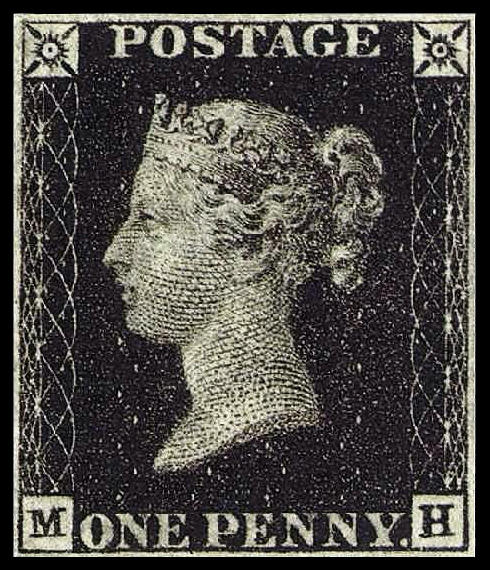
黑便士郵票

黑便士（英国 - 1840年）
作为世界第一枚郵票，黑便士是许多集邮者争相收集的对象。然而人们对黑便士的价值有一些误区，并不是每一枚黑便士都价值连城。 事实上使用过的黑便士邮票至今存世极大，在2014年普通的黑便士旧票在EBAY上的拍卖价格只有90-130美元左右。真正珍贵的黑便士是未使用的联票以及带版铭的新票。其中最珍贵的黑便士--VR黑便士是一种公事邮票，此票并没有真正投入过使用，新票价值数十万英镑
毛里求斯「邮局」邮票（毛里求斯 - 1847年）
1847年9月，毛里求斯總督夫人舉行舞會，為郵寄請柬，當地郵局發行了兩種郵票，面值分別為桔黃色1便士和藍色2便士，圖案為英國維多利亞女王側面頭像，各500枚。這是英國殖民地最早發行的郵票。郵票由一位名叫約瑟夫·巴德納的鐘表匠雕刻，由于是第一次做而且他視力極差，結果將「post paid」（已付郵費）印刷成「post office」（郵政局）。但是當時沒有人發現這錯誤。舞會結束后，大部分請柬都被丟掉，只有十幾枚郵票被一班輪船運到了歐洲和印度。1869年后，人們才發現這枚郵票的錯誤。目前實寄封僅發現1個，1993年以500萬美元的價格拍出。而1便士郵票新票存世15枚，2便士新票存世12枚。均為世界珍郵。
萨克森深红色变体票（萨克森 - 1850年）
薩克森在1850加入德奧郵政聯盟后，發行了第一套無齒郵票，郵票面值3芬尼，凸版印刷，共印50萬枚，實際售出463058枚，其余銷毀。這些郵票專供寄雜志報紙等印刷品，在取出郵件后大部分都被棄毀，因此存世稀少。而錯色變體票更加稀罕。一枚使用過的錯色變體票四方連于1987年3月14日以50萬馬克的價格拍出。
傳教士郵票（夏威夷 - 1850年）
夏威夷在1851年發行了第一套郵票，面值有2分、5分和13分。由于當時的郵政局長是傳教士的兒子，且貼這類郵票的信件多為傳教士，故有「傳教士郵票」之名。現該票新票2分拍賣價為35000美元；5分為35000美元；13分為175000美元。
3斯基林邦科錯色票（瑞典 - 1855年）
該郵票發行于1855年，由于印刷工人當時錯把3斯基林邦科的子模錯置在8先令郵票的印版中，使得原本綠色的郵票印成了黃色。1894年，郵王費拉里用400英鎊買走。1922年又以694英鎊賣出。1937年被羅馬尼亞國王以5000英鎊買走。1996年以227万美元的高价拍出，是迄今为止世界最贵的邮票。
英属圭亚那一分洋红（圭亚那 - 1856年）
1856年初，英屬圭亞那當地的郵票短缺，新印刷的還未從英國送到，因此只能在當地報紙印刷廠內趕印了少量的洋紅色1分和藍色4分郵票。這些郵票印刷的非常粗糙。其中洋紅色一分郵票主要用來貼用新聞報，因此非常罕見。1922年，美國集郵家海因德以32148美元的高價買走。海因德逝世后，該郵票又數易人手，1980年該郵票以93.5万美元的高价拍出，是迄今为止世界第二贵的邮票。
「钱五百文」中心倒印龙票：（日本 - 1871年）
1953年被一名名為J·C·林斯雷的美國集郵者購得，當時是夾在一本郵集中，「錢五百文」綠色龍票的中心文字印倒了。1973年被日本一名集郵者以75000美元的價格買走，目前已發現的僅一枚。
紅印花加蓋暫作郵票（滿清-1897年）
或稱「紅印花郵票」，是清朝在1896年國家郵政正式開辦，公佈了《郵政開辦章程》，因其中規定郵資改洋銀計算，在各種較高面值郵票需要均甚迫切下，1897年經將造冊處儲存未經使用之紅色3分海關印紙六十五萬枚，分批加蓋黑色「大清郵政」、「當X圓」、「當X分」、「暫作洋銀X分」等不同款式字樣，以(1)小字當壹圓(2)大字當壹圓(3)當伍圓(4)當壹分（5）小字暫作肆分(6)大字暫作肆分（7）小字暫作貳分(8)大字暫作貳分，等八種面值來暫作郵票，於1897年2月2日（清光緒23年1月1日）起發售，同年9月30日（清光緒23年9月5日）停售 。其中加蓋的小字當壹圓與肆分郵票兩種，因當局嫌字太小，加蓋數極少，未公開販售，但仍有少量流出，目前存世小字當壹圓郵票僅發現32枚，小字肆分郵票百餘枚，紅印花郵票名列中國珍郵之首，有“東方最珍貴郵票”之稱。2004年12月7日在香港蘇黎世亞洲（ZurichAsia）秋季郵品拍賣會上，一枚紅印花綠色加蓋暫作小字2分郵票以345萬港幣成交，而紅印花小字當壹圓更在2013年北京拍賣會，以577.3萬元人民幣成交（折合港幣722.8萬元）。
宫门倒印票（中華民國-1915年）
中華郵政于1915年發行的北京老版帆船普通郵票，其中以「元」為面值主圖的郵票是以北京國子監牌坊作為主圖的，通稱「宮門票」。在印刷部分面值2元的郵票時，因套印的紙張倒置，造成圖中宮門圖案顛倒，因此稱為「宮門倒印票」。被稱為「民國四珍」之首，目前存世僅50枚。1996年5月20日在北京的一個拍賣會上以38萬人民幣成交。
倒置的珍妮（美國 - 1918年）
倒置的珍妮，俗称“倒飞机”，于1918年在美国发行。由于印刷错误，邮票中的“柯蒂斯·珍妮-4”飞机的图案上下倒置，估计大约有100张这样的错版邮票存世。印刷上的倒置使该邮票身价不菲，在2006年，一张“倒置的珍妮”大约价值50万美元。
藍軍郵（中华人民共和国 - 1953年）
1953年中國郵電部和軍委通信部聯合決定發行一套軍用郵票，分三枚，圖案相同，面值相同，底紋刷色則分別為桔紅色、棕色和藍色，在集郵界俗稱為「紅軍郵」「黃軍郵」「藍軍郵」。三種郵票印量分別為4250萬枚；3250萬枚；3250萬枚。本來擬定于1953年9月開始下發使用，但是在下發過程中發現沒有信箱代號的情況下容易洩露部隊番號，而且使用對象不易控制。因此最后決定停用。當時已有部分黃軍郵下發，而藍軍郵在8月24日才印畢，因此流出極少，成為珍郵。1999年8月，一枚藍軍郵四方連以374萬元人民幣的價格拍出。
全国山河一片红（中华人民共和国 - 1968年）
文化大革命期间，為慶祝中華人民共和國全國各省、市、自治區成立革命委員會而在1968年11月25日發行的郵票，印刷數量3000萬枚，但在發行前北京郵局已提前售出500余枚。由于該郵票中中国和蒙古、缅甸、不丹的国界线与官方国界线不符，而且没有画出南海诸岛，被地圖出版社一名編輯檢舉，隨后郵電部緊急宣布暫停發售，今后也不再發行，全部銷毀。另外，還有「大全國山河一片紅」的票樣，沒有正式印刷。大一片紅曾在1999年8月以50萬人民幣的高價拍出。
猴票（中华人民共和国 - 1980年）
中华人民共和国发行的第一张生肖邮票。该邮票图案由著名画家黄永玉绘制，图像美观，印刷精致，深受集邮爱好者欢迎，因而随着时间推移，价格水涨船高。截至2011年，单枚猴票价格已经破万（人民币）。

## 相关文献
- 《实用集邮学教程》李曙光 著，人民邮电出版社2002年9月初版，ISBN 7-115-10111-6/ G·776
- 《精彩纷呈的邮票世界》林衡夫 著，人民邮电出版社2002年6月初版，ISBN 7-115-09922-6
- Martina Gorgas: Merian Kompass - Briefmarken in Europa. München, Travel House Media 2004, ISBN 3-7742-6767-7
- Joachim Helbig: Vorphilatelie. Schwaneberger, München 2004, ISBN 3-87858-553-5
- Waldemar Gruschke: Markenländer-Lexikon. Books on Demand, Norderstedt 2004, ISBN 3-8334-1044-2
- Guido Schmitz: Es muß nicht gleich die "Blaue Mauritius" sein. Das "langweiligste Hobby der Welt" und wie das Briefmarkensammeln richtig spannend werden kann. Martin Schmitz, Kelkheim 2004, ISBN 3-922272-91-6
- Gerhard Webersinke: Michel Sammler-ABC. Richtig sammeln leicht gemacht! Schwaneberger, München 2001, ISBN 3-87858-539-X
- Michel-Katalog Deutschland 2005/2006. Schwaneberger, Unterschleißheim 2005, ISBN 3-87858-034-7
- Hans Reichardt: Was ist was? Band 52 - Briefmarken. Neuer Tessloff-Verlag, Hamburg 2001, ISBN 3-7886-2920-7
- Heinz Kühne: Wir sammeln Briefmarken. Mosaik, München 1976, ISBN 3-570-02285-4
- Buschmann, Konrad: Da ging die Post ab - Die Geschichte der Motorisierung der Post. Bd 3. Michael Weyand, Trier 2002, ISBN 3-924631-98-0
- Chris Gatz: Briefmarken - Perlen aus Papier. Phil* Creativ GmbH, Schwalmtal 1993, ISBN 3-928277-08-1
- S. Jakucewicz, F.-J. Könsler, M. Szwemin: Eine Briefmarke entsteht. Darstellung und Erläuterung aller Produktionstechniken, Phil* Creativ GmbH, Schwalmtal 1999, ISBN 3-928277-18-9

## 外部連結
- （英文）名人郵票史 （页面存档备份，存于）
- 集郵專輯 （页面存档备份，存于）
- 德國集郵者聯盟 （页面存档备份，存于）
- 德國青年集郵者 （页面存档备份，存于）
- 德國郵票競投聯盟 （页面存档备份，存于）
- 德國郵票150年 （页面存档备份，存于）
- 中華郵政全球資訊網 - 郵票寶藏
- 中華郵票在線
- 中國集郵信息網
- 漢堡集郵者圖書館協會 （页面存档备份，存于）
- 奧地利集郵者協會 Archive.today的存檔，存档日期2013-01-15
- 瑞士集郵者協會 （页面存档备份，存于）
- 集郵新聞，趣聞，信息還有更多
- 集郵百科 （页面存档备份，存于）
- 集郵辭典：德文，英文和法文互譯 （页面存档备份，存于）
- 郵票和集郵者史話 （页面存档备份，存于）
- WDR的 "Planet Wissen"節目:郵政史 （页面存档备份，存于）
- MDR節目「LexiTV」:郵政 （页面存档备份，存于）
- 郵政和遠程通信博物基金
- 郵政簡史
- 郵票歷史
- 經典郵票 （页面存档备份，存于）
- 集郵者資訊 （页面存档备份，存于）
- 經典集郵者-集郵者資訊 （页面存档备份，存于）
- （德文）協和飛機郵集 （页面存档备份，存于）
- Phinuminal - 在線郵票硬幣報
- 私人郵政"post modern"目錄
- 奧地利郵票史 （页面存档备份，存于）
- 中国邮票收藏投资网 （页面存档备份，存于）